# PZL-Mielec M-18 Dromader
PZL Mielec M-18 Dromader ("enogrba kamela") je poljsko enomotorno propelersko agrikulturno letalo za razprševanje pesticidov, uporablja pa se tudi za zračno gašenje požarov (vodni bombnik).
PZL Mielec, takrat znan kot WSK-Mielec, je začel razvijati Dromaderja v srednjih 1970ih. Pri načrtovanju mu je pomagal ameriški Rockwell International, tako ima Dromader ima nekaj skupnih delov s podobnim Ayres Thrush (Rockwell Thrush Commander). PZL je hotel prodajati letalo po celem svetu, ne samo v Vzhodnem bloku, zato so dobili FAA certifikacijo.
Dromader ima sorazmerno močni zvezdasti motor WSK "PZL-Kalisz" ASz-62IR (licenčna verzija motorja Švecov AŠ-62), ki razvija 980 konjskih sil. Predlagali so tudi verzijo M-18/T45 Turbine Dromader s turbopropelerskim motorjem Pratt & Whitney Canada PT6A. 

## Specifikacije (M-18B Dromader)
Podatki iz Jane's All The World's Aircraft 2003–2004
Splošne karakteristike
- Posadka: 1 pilot
- Število sedežev: 1 potnik ali 2.500 l razpršila ali 2.200 kg kemikalij
- Dolžina: 9,47 m (31 ft 1 in)
- Razpon kril: 17,70 m (58 ft 0¾ in)
- Višina: 3,70 m (12 ft 1¾ in)
- Površina kril: 40,00 m² (430,5 ft²)
- Aeroprofil: NACA 4416 v korenu, 4412 na koncih
- Teža praznega letala: 2.710 kg (5975 lb)
- Maks. vzletna teža: 5.300 kg (11700 lb)
- Pogon letala: 1 ×  bencinski zvezdasti motor WSK "PZL-Kalisz" ASz-62IR, 731 kW (980 KM)

 Zmogljivost 
- Neprekoračljiva hitrost: 280 km/h (151 vozlov, 174 mph)
- Maks. hitrost: 230 km/h (124 vozlov, 143 mph)
- Hitrost porušitve vzgona: 108 km/h (59 vozlov, 68mph) (s spuščenimi zakrilci)
- Doseg: 970 km (523 nmi, 602 milj)
- Višina leta: 6.500 m (21320 ft)
- Hitrost vzpenjanja: 6,5 m/s (1280 ft/min)